# Le Castelet
Le Castelet é uma comuna francesa na região administrativa da Normandia, no departamento de Calvados. Estende-se por uma área de 12.55 km². Em 2010 a comuna tinha 1 586 habitantes (densidade: 126,4 hab./km²).
Foi criada em 1 de janeiro de 2019, a partir da fusão das antigas comunas de Garcelles-Secqueville e Saint-Aignan-de-Cramesnil.